# Bahamas en los Juegos Olímpicos de Melbourne 1956
Bahamas estuvo representada en los Juegos Olímpicos de Melbourne 1956 por un total de 4 deportistas que compitieron en 2 deportes.  

## Medallistas
El equipo olímpico de Bahamas obtuvo las siguientes medallas:
| Nombre                            | Deporte | Competición |
| --------------------------------- | ------- | ----------- |
| Oro                               |         |             |
| —                                 |         |             |
| Plata                             |         |             |
| —                                 |         |             |
| Bronce                            |         |             |
| Sloane Farrington Durward Knowles | Vela    | Star M      |